# Сульфат железа(III)-аммония
Сульфа́т желе́за(III)-аммо́ния (железоаммонийные квасцы) — неорганическое соединение, 
кристаллогидрат двойной соли аммония, железа и серной кислоты с формулой NH4Fe(SO4)2·12H2O,
бесцветные или светло-фиолетовые кристаллы,
хорошо растворяется в воде.

## Получение
- Охлаждение подкисленной смеси насыщенных растворов сульфатов железа и аммония:

{\displaystyle {\mathsf {Fe_{2}(SO_{4})_{3}+(NH_{4})_{2}SO_{4}+24H_{2}O\ {\xrightarrow {0^{o}C}}\ 2NH_{4}Fe(SO_{4})_{2}\cdot 12H_{2}O\downarrow }}}

## Физические свойства
Сульфат железа(III)-аммония образует бесцветные или светло-фиолетовые кристаллы кубической сингонии, пространственная группа P a3, параметры ячейки a = 1,2318 нм, Z = 4.
На воздухе из-за выветривания постепенно приобретает жёлто-коричневый оттенок.
При ≈37 °C плавится в собственной кристаллизационной воде.
Хорошо растворяется в воде, не растворяется в этаноле. Водный раствор имеет кислую реакцию.
Парамагнетик.

## Химические свойства
- При нагревании кристаллогидрат ступенчато теряет воду:

{\displaystyle {\mathsf {NH_{4}Fe(SO_{4})_{2}\cdot 12H_{2}O\ {\xrightarrow[{-H_{2}O}]{150^{o}C}}\ NH_{4}Fe(SO_{4})_{2}\cdot 0.5H_{2}O\ {\xrightarrow[{-H_{2}O}]{750^{o}C}}\ NH_{4}Fe(SO_{4})_{2}}}}
- Слабый окислитель; легко восстанавливается до соли Мора (сульфата железа(II)-аммония) Fe(NH4)2(SO4)2.

## Применение
- В аналитической химии.
- В медицине в качестве вяжущего, прижигающего, кровоостанавливающего средства; в качестве антиперспиранта.
- В кожевенной промышленности квасцы используются как дубильное вещество.
- Токсичен для микроорганизмов[2]